# 거미불가사리
거미불가사리는 거미불가사리과에 속하며 학명은 Ophioplocus japonicus이다. 체반(體盤)은 지름이 2cm 정도로 편평하고, 표면은 작은 비늘로 빽빽이 덮여 있다. 7cm 정도의 가늘고 긴 다섯 개의 다리가 여기에서 나와 있다. 다리는 암갈색 바탕에 흑갈색의 줄무늬가 있다. 체반의 배쪽 중앙에 입이 있고 입가에 이빨이 둘러 있는데, 일부 다섯 개가 안쪽을 향해 있으며 항문이 없어 찌꺼기를 입으로 배출한다. 배쪽에 많은 촉수로 된 관족(管足)이 있고 양측의 가시로 걷는다. 가시는 부러지기 쉬우나 재생력이 강하다. 위험에 닥치면 스스로 다리를 떼어버리고 잘려나간 자리에는 새 다리가 자란다. 입은 몸의 밑면 가운데 있는데 먹이를 먹을 때는 다리로 나른다. 입은 단지 자루 모양의 위(胃)에 들어가는 구멍일 뿐 특별한 구조는 없다. 거미불가사리는 불가사리와는 달리 다리에 소화기관이나 생식기관이 없으며 작은 동물을 먹는다. 암수딴몸으로 난생이며 오피오플루테우스유생을 거쳐 변태하여 성체가 된다. 바위 밑이나 산호 틈에서 살거나, 개펄과 모래에 굴을 파고 살기 때문에 눈에 잘 띄지 않는다.